# Maryada Ramanna
Maryada Ramanna é um filme de ação, comédia e drama indiano de 2010, co-escrito e dirigido por S. S. Rajamouli. O filme é produzido por Shobu Yarlagadda e Prasad Devineni pela Arka Media Works. O filme é estrelado por Sunil, Saloni e Nagineedu. Possui música composta por M. M. Keeravani com fotografia e edição realizadas por Ram Prasad e Kotagiri Venkateswara Rao respectivamente. É baseado no filme mudo de 1923, Our Hospitality, que já havia sido adaptado em canareso em 2002 como Balagaalittu Olage Baa.
Quando Rajamouli assistiu ao filme mudo de comédia de Buster Keaton, Our Hospitality, ele gostou imensamente e desejou recontar a mesma história à sua maneira. Ele tentou entrar em contato com os criadores originais, mas descobriu que os escritores originais do filme estavam mortos há muito tempo e que os direitos autorais do filme haviam expirado, pois já havia passado mais de 75 anos desde o lançamento do filme. S. S. Kanchi e Rajamouli adaptaram a história tendo como pano de fundo Rayalaseema, concentrando-se na violência faccional e na hospitalidade que coexistiam na região.
Lançado em 23 de julho de 2010, o filme recebeu críticas favoráveis da crítica e do público. Feito com um orçamento de ₹ 12–14 crore (US$ 2,6–3,1 milhões), o filme foi um sucesso comercial e arrecadou ₹ 40 crore (US$ 8,75 milhões) de bilheteria, com uma participação dos distribuidores de mais de ₹ 29 crore (US$ 6,35 milhões). Tornou-se um dos filmes telugo de maior bilheteria de 2010. Recebeu quatro prêmios Nandi, incluindo melhor filme popular.

## Elenco
- Sunil como Kovelamudi Ram 'Ramu'
- Saloni como Aparna
- Nagineedu como Ramineedu
- Supreeth como Mallasuri
- Prabhakar como Baireddy
- Brahmaji como Srikanth
- Anuj Gurwara como Ghanshyamdas
- Subbaraya Sharma como tio de Ramu
- Rao Ramesh como Broker
- Chatrapathi Sekhar como Kovelamudi Raghava Rao, pai de Ramu
- Sandhya Janak como esposa de Ramineedu[10]

Elenco de voz
- Ravi Teja como bicicleta

## Produção
Rajamouli queria recontar o filme de comédia muda de 1923, Our Hospitality, à sua maneira. Mais tarde, ele descobriu que os direitos autorais do filme haviam expirado, pois já haviam se passado mais de 75 anos desde o lançamento do filme. Ele e o seu primo S. S. Kanchi adaptaram essa história com um pano de fundo Rayalaseema, concentrando-se na violência faccional e na hospitalidade que coexistiam na região.